# John Maclaren
John Maclaren (Canada, 14 giugno 1951) è un attore canadese.
Caratterista, inizia la carriera nel 1989 e partecipa ad oltre 60 produzioni tra piccolo e grande schermo. Lavora soprattutto in film thriller e polizieschi.

## Filmografia parziale

### Cinema
- Colpevole d'innocenza (Double Jeopardy), regia di Bruce Beresford (1999)
- Il mistero dell'acqua (The Weight of Water), regia di Kathryn Bigelow (2000)
- The Day After Tomorrow - L'alba del giorno dopo (The Day After Tomorrow), regia di Roland Emmerich (2004)
- Truman Capote - A sangue freddo (Capote), regia di Bennett Miller (2005)
- Upside Down, regia di Juan Solanas (2012)
- Race - Il colore della vittoria (Race), regia di Stephen Hopkins (2016)

### Televisione
- Catastrofe in mare - Il disastro della Exxon Valdez (Dead Ahead: The Exxon Valdez Disaster), regia di Paul Seed - film TV (1992)
- X-Files - serie TV, 2 episodi (1995-1996)
- Oltre i limiti (The Outer Limits) - serie TV, 1 episodio (1998)
- Da Vinci's Inquest - serie TV, 1 episodio (1998)
- Sentinel - serie TV, 2 episodi (1996-1999)
- Blis - serie TV, 1 episodio (2004)
- Tale madre, tale figlia (Like Mother, Like Daughter) - film TV (2007)
- 4400 - serie TV, 1 episodio (2007)
- Metal tornado (2011)